# Ozbeg
Chan Ozbeg Sułtan Muhammad (lub Hijas ud-Din Muhammad Uzbek, chan ułusu Dżoczi) (ur. 1282 — zm. 1342) — Chan Złotej Ordy. Syn Togrul-ogłana, syna Mengu Timur-chana.

## Życiorys
W styczniu 1313, po śmierci stryja, chana Tochty, Ozbeg zapanował w Złotej Ordzie. Uczynił islam religią państwową i prześladował wszystkich innowierców, przede wszystkim szamanistów. Było to powodem spisku emirów złotoordyńskich, okrutnie przez niego stłumionego. Ozbegowi udało się zakończyć konflikty feudalne w Ordzie i doprowadzenie do jej rozkwitu.
Po śmierci Ozbega w 1342 władza w Ordzie przeszła na jego syna Dżanibeka (panował 1342-1357).
Obawiając się wzmocnienia Rusi, Ozbeg dążył do skłócenia księstw ruskich. Przeciwko księciu twerskiemu Michałowi Jarosławiczowi, dążącemu do zjednoczenia ziem ruskich, Ozbeg wyniósł w 1317 na wielkoksiążęcy tron włodzimierski moskiewskiego księcia Jerzego Daniłowicza, żeniąc go ze swoją siostrą Konczaką. Według niektórych źródeł Czapka Monomacha, używana potem przez książąt moskiewskich miała być darem Ozbega na tę okazję. Ozbeg wyposażył Jurija w tatarskie wojsko, lecz Michał rozbił Jurija. Nieoczekiwana śmierć Konczaki dała Jerzemu powód do oskarżenia Michała o jej otrucie. Michał został wezwany do Ordy i tam, za radą zausznika Kawgadyja przez Ozbega zgładzony.
Syn Michała, Aleksander twerski na nowo podjął walkę przeciw księciu moskiewskiemu Iwanowi Kalicie biorąc w 1327 udział w powstaniu ludowym, w którym mieszkańcy Tweru zabili posła ordyńskiego Czoł-chana i jego świtę. Ozbeg bardzo się tym rozgniewał, i kazał przyprowadzić księcia moskiewskiego. Według innych źródeł Kalita pojechał do Ordy, sam mając nadzieję na korzyści z twerskich wydarzeń. Uzbek wydał mu jarłyk na wielkie księstwo i 50 000 wojska, którego siłami stłumiono powstanie i spustoszono księstwo Twerskie. Aleksander, ratując się od gniewu Ozbega, uciekł na Litwę. W 1337 on sam stawił się u Ozbega i prosił o łaskę, którą początkowo uzyskał. 29 września 1339 roku jednak za namową Kality zamęczono Aleksandra oraz jego syna Teodora. Po tym fakcie większość ziem Rusi północno-wschodniej została rozdzielona na dwie części. 
W 1340 Uzbek wysłał wojsko na księcia smoleńskiego Iwana, który odmawiał płacenia daniny i rozgromił ziemię smoleńską. 
Ozbeg prowadził także aktywną politykę południową. W 1319 i 1335 wyprawiał się na Arran - włości Ilchanidów na terytorium dzisiejszego Azerbajdżanu.
W artykule użyto materiałów z Encyklopedii Brockhausa i Efrona (1890—1907).